# トゥイティーのハーティーパーティー
『トゥイティーのハーティーパーティー』（Tweety And The Magic Gems）は、コトブキシステムから2001年3月21日に発売されたゲームボーイアドバンス用ソフトであり、日本においてはローンチタイトルにあたる。
本作はルーニー・テューンズのキャラクターが登場するパーティーゲームであり、石になる呪いをかけられたトゥイティーを助けるために仲間たちが奔走するという物語である。

## ルール
世界中に散らばる赤・黄・緑・青・紫の5色の宝石を集めることが目的のすごろく型のパーティーゲーム。トゥイティーが石になってしまったらゲームオーバー。カードを引いて1～14マスまで進める。

## キャラクター

### プレイヤー
- シルベスター・キャット
- バックス・バニー(本来はバッ「グ」ス・バニーが正しい表記)
- ダフィー・ダック
- ヨセミテ・サム
- マーク・アンソニー
- ポーキー・ピッグ

### その他
- トゥイティー
- グラニー